# هنريك روزا
هنريك روزا (بالبرتغالية: Henrique Rosa‏) (و. 1946 – 2013 م) هو سياسي من غينيا بيساو.